# Affaire de Zéralda
L'affaire de Zéralda est une affaire de discrimination qui débute le 1er août 1942 dans la commune de Zéralda en Algérie pendant la colonisation française. Cette affaire a causé la mort de vingt-cinq Algériens.

## Faits

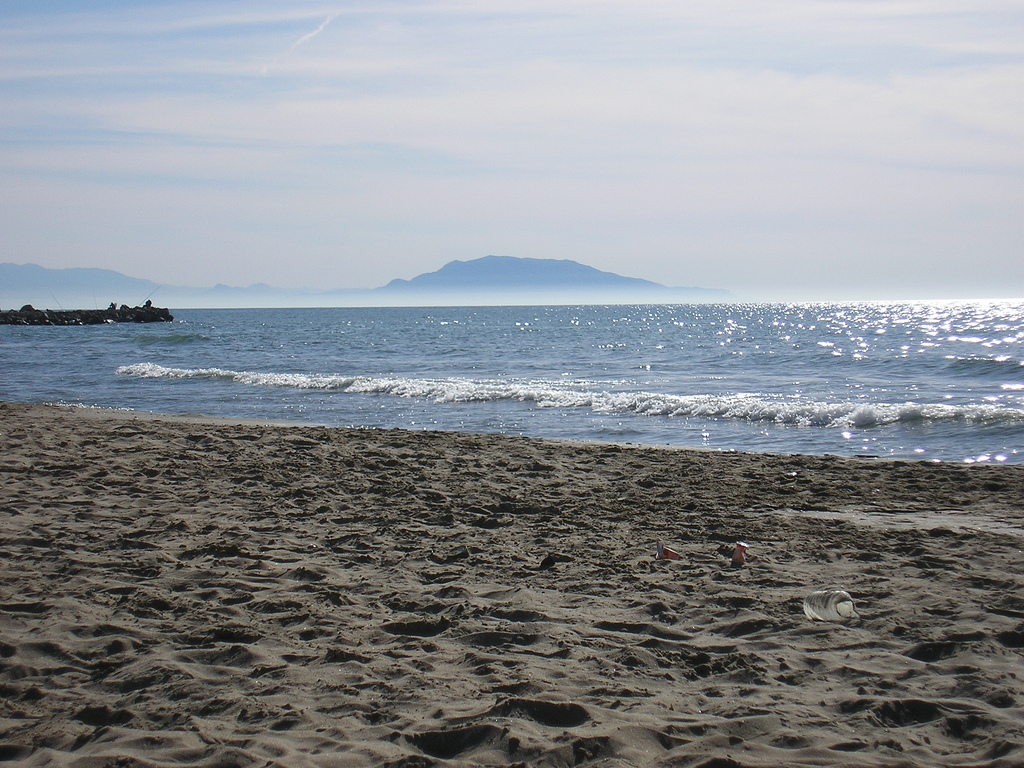
La plage de Zeralda en 2005.

L'affaire commence avec la décision prise par le maire Denis Fourcard de Zeralda en 1941 d'interdire l'accès des plages « aux Arabes et aux Juifs ». Cette interdiction est matérialisée par un panneau placé sur le même piquet qu'un autre panneau interdisant la plage « aux chiens et aux chevaux ». Alertés par bouche à oreille, de nombreux Algériens musulmans se rendent sur les lieux pour constater l'existence de cette interdiction,.
Le maire, qui souhaite développer le tourisme balnéaire dans sa commune, justifie l'arrêté par les nuisances que causeraient des indigènes venus se détendre sur la plage ou y ramasser du bois. 
Le 1er août 1942, le maire de Zeralda accompagné d'un inspecteur de police, de deux gardes champêtres et d'une vingtaine de ses administrés parcourt la commune et arrêtent des indigènes accusés de vol ou d'avoir violé l'arrêté d'interdiction. Finalement, une quarantaine d'hommes et d'adolescents sont enfermés dans une cave exiguë de la mairie. Il poussèrent des cris toute la nuit sans que personne vienne leur venir en aide. Le maire aurait affirmé « qu'ils crèvent tous, il en restera toujours trop ». Quelques jours plus tard, un employé municipal découvre l'horrible situation. Une note précise, « Ils gisaient dans la sueur entassés les uns sur les autres, couverts la plupart d'égratignures car dans leur lutte désespérée contre la mort effroyable qu'ils voyaient devant eux et qu'ils ne pouvaient éviter, ils se débattaient, les plus forts écrasant les plus faibles, les plus faibles se défendant farouchement ». Sur la quarantaine enfermés, vingt-cinq ne purent être réanimés.
L'affaire provoque une vive émotion chez les Algériens musulmans tandis que la peur de représailles gagne la population européenne. La presse est notamment critiquée pour avoir peu traité cet événement et qualifié les victimes de « rôdeurs ».
Le 3 août 1942, un communiqué précise qu'à la suite d'une instruction menée, le maire, l'inspecteur de police et les deux gardes champêtres ont été inculpés d'homicide par imprudence et placés sous mandat de dépôt.